# Anarithma
Anarithma é um gênero de gastrópodes pertencente a família Mitromorphidae.

## Espécies
- Anarithma drivasi Chang, 1995
- Anarithma maesi Drivas & Jay, 1986
- Anarithma metula (Hinds, 1843)
- Anarithma stepheni (Melvill & Standen, 1897)
- Anarithma sublachryma (Hervier, 1900)

Espécies trazidas para a sinonímia
- Anarithma alphonsiana (Hervier, 1900): sinônimo de Mitromorpha alphonsiana (Hervier, 1900)
- Anarithma dibolos K.H. Barnard, 1964: sinônimo de Anarithma metula (Hinds, 1843)
- Anarithma dorcas Kuroda, Habe & Oyama, 1971: sinônimo de Mitromorpha dorcas (Kuroda, Habe & Oyama, 1971)
- Anarithma garrettii W.H. Pease, 1860: sinônimo de Anarithma metula (Hinds, 1843)
- Anarithma iki E.A. Kay, 1979: sinônimo de Anarithma metula (Hinds, 1843)
- Anarithma lachryma L.A. Reeve, 1845: sinônimo de Anarithma metula (Hinds, 1843)
- Anarithma pacei Melvill, J.C. & R. Standen, 1897 (renamed): sinônimo de Anarithma stepheni (Melvill & Standen, 1897)
- Anarithma pamila P.L. Duclos in J.C. Chenu, 1848: sinônimo de Anarithma metula (Hinds, 1843)
- Anarithma pusiola R.W. Dunker, 1871: sinônimo de Anarithma metula (Hinds, 1843)
- Anarithma salisburyi (Cernohorsky, 1978): sinônimo de Mitromorpha salisburyi (Cernohorsky, 1978)
- Anarithma sublachryma R.P.J. Hervier, 1900: sinônimo de Anarithma metula (Hinds, 1843)